# Gorges de Cheddar
Les gorges de Cheddar sont des gorges taillées dans le calcaire du versant méridional des collines de Mendip, au Somerset dans le Sud-Ouest de l'Angleterre, au Royaume-Uni. Elles sont situées près du village de Cheddar. Le fond des gorges est parcouru par la route B3135.
Elles abritent de nombreuses grottes, dont certaines offrent des spectacles, notamment la grotte de Gough. Celle-ci, située en aval des gorges, est le point de résurgence de la rivière Cheddar Yeo. Les grottes ont dévoilé de nombreux restes archéologiques, incluant des artéfacts et des ossements, qui ont été rincés lors des crues puis préservés dans le limon ; certains remontent au Paléolithique supérieur. L'homme de Cheddar, le plus vieux squelette complet de Grande-Bretagne, âgé de 9 000 ans, a été trouvé en 1903 dans la grotte de Gough,. Les gorges attirent environ 500 000 visiteurs par an.

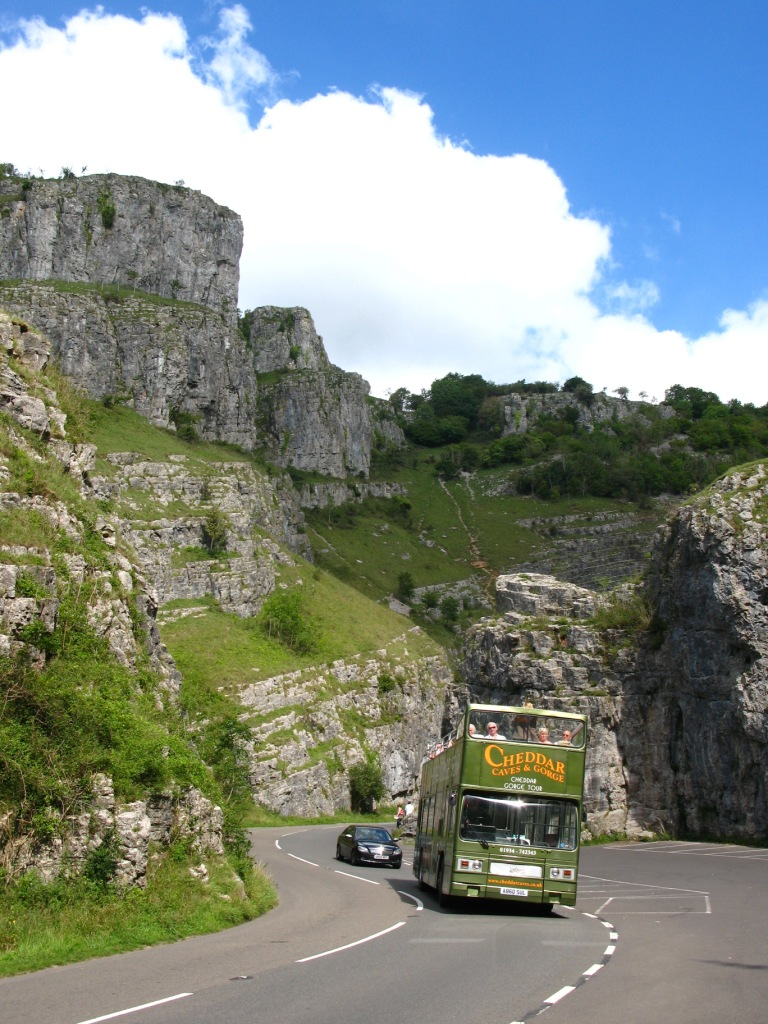
Vue du bus touristique sillonnant les gorges.
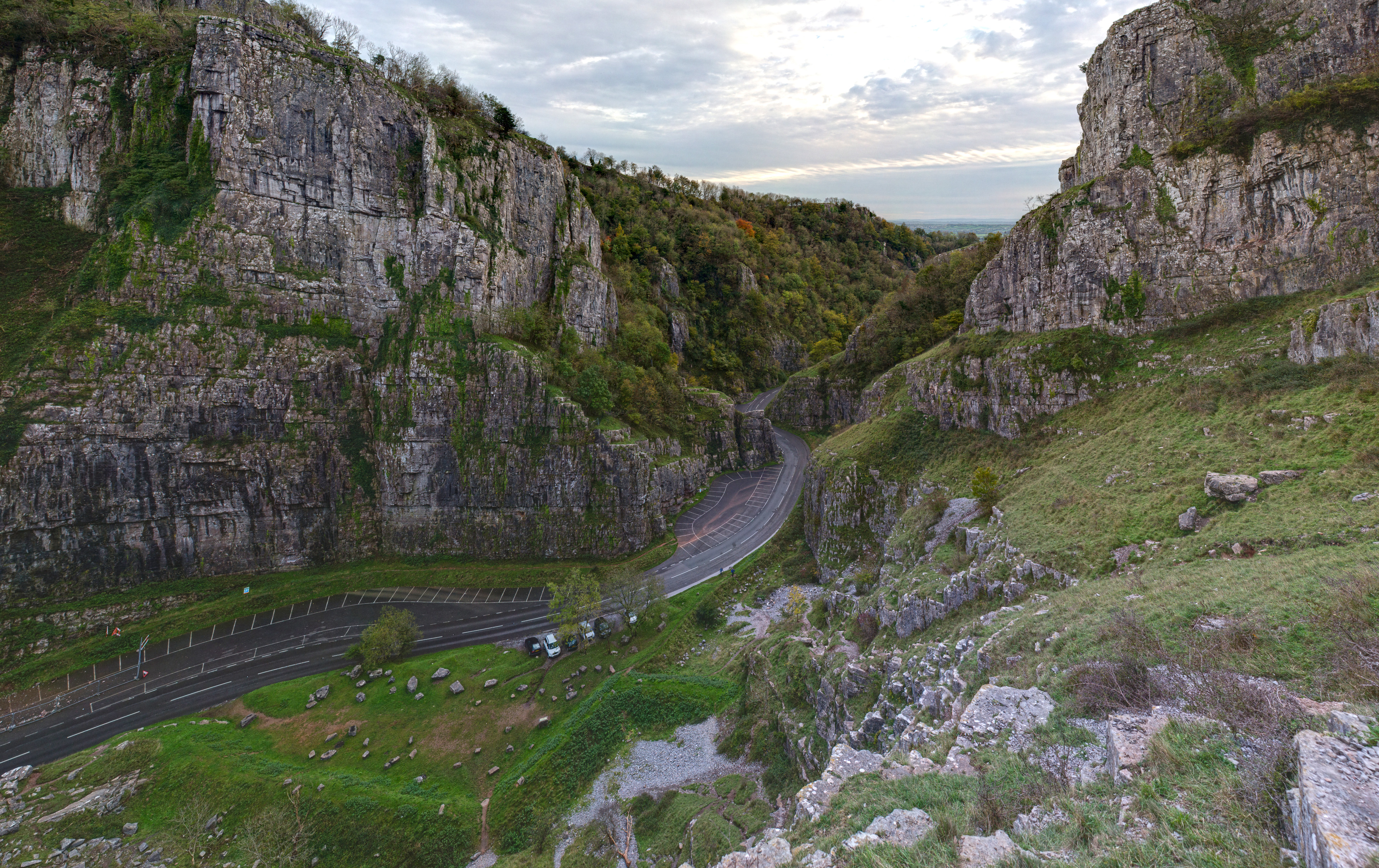
Vue panoramique des gorges.